# St. Dionysius (Düsseldorf)

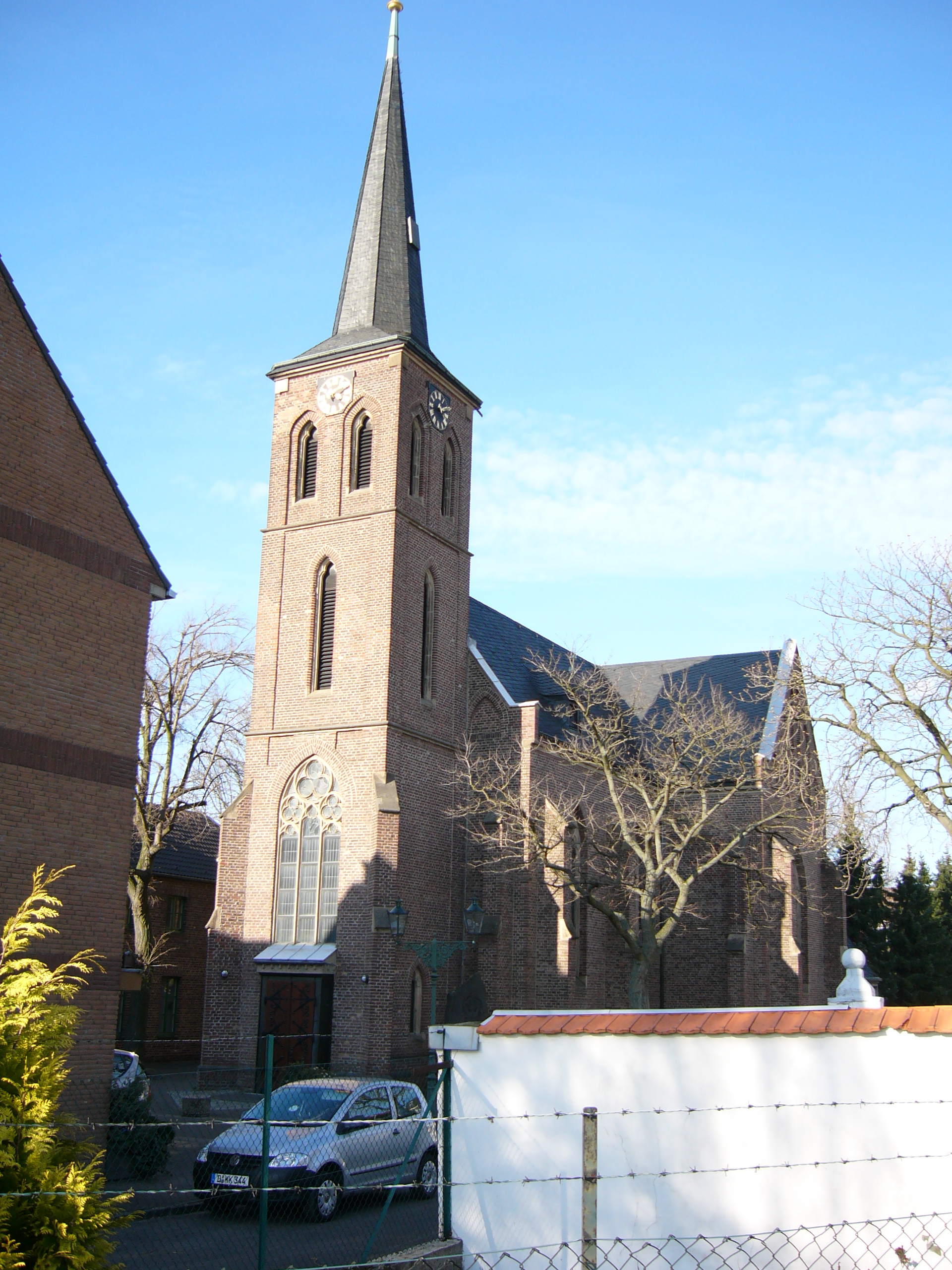
St.-Dionysius-Kirche

Die katholische Pfarrkirche St. Dionysius steht in Düsseldorf-Volmerswerth. Sie wurde 1854 bis 1855 nach Plänen des Architekten Vincenz Statz erbaut, der Glockenturm 1865/66 durch Friedrich Weise.
St. Dionysius ist eine einschiffige neugotische Backsteinkirche mit kreuzförmigem Grundriss. Sie hat einen Glockenturm.
Anfang der 1960er begann man mit Planungen, die instandsetzungsbedürftige Kirche abzubrechen und durch einen Neubau zu ersetzen. Nachdem bereits die Baugenehmigung für den Neubau vorlag, besann man sich jedoch darauf, die Kirche des renommierten Baumeisters Statz zu erhalten und restaurierte das Gotteshaus in den Jahren 1979 bis 1982. Seit 1985 steht die Kirche unter Denkmalschutz.
Im Jahr 2006 wurde die Messe im Tridentinischen Ritus von der profanierten Kirche St. Hedwig in Düsseldorf-Eller nach St. Dionysius verlegt. Betraut wurde damit die Priesterbruderschaft St. Petrus, die zu Pfingsten 2006 die erste Messe in dieser außerordentlichen Form des Römischen Ritus in der alten Volmerswerther Dorfkirche feierte.

## Orgel
Die Orgel wurde 2003 von der Orgelbaufirma Romanus Seifert & Sohn (Kevelaer) erbaut. Das Schleifladen-Instrument hat 25 Register auf zwei Manualen und Pedal. Die Spiel- und Registertrakturen sind mechanisch.
| I Hauptwerk C–g3 |       |
| Prinzipal        | 8′    |
| Rohrflöte        | 8′    |
| Octave           | 4′    |
| Blockflöte       | 4′    |
| Octave           | 2′    |
| Cornett III      | 2 ⁄3′ |
| Mixtur IV        | 1 ⁄3′ |
| Trompete         | 8′    |

| II Schwellwerk C–g3  |        |
| Flauto               | 8′     |
| Gambe                | 8′     |
| Vox Coelestis        | 8′     |
| Traversflöte         | 4′     |
| Quinte               | 2 ⁄3′  |
| Schwegel             | 2′     |
| Terz                 | 1 3⁄5′ |
| Larigot              | 1 ⁄3′  |
| Trompette harmonique | 8′     |
| Hautbois             | 8′     |
| Voix humaine         | 8′     |

| Pedal C–f1     |     |
| Subbass        | 16′ |
| Prinzipal (HW) | 8′  |
| Rohrflöte (HW) | 8′  |
| Octave (HW)    | 4′  |
| Posaune        | 16′ |
| Trompete       | 8′  |

- Koppeln: II/I (auch als Suboktavkoppel), II/II (Suboktavkoppel), I/P, II/P